# Sumitomo Warehouse
Sumitomo Warehouse (яп. 株式会社住友倉庫) — японська транспортна компанія. Входить до кейрецу Sumitomo Group.

## Історія
Заснування компанії відноситься до 1899 року, коли були відкриті штаб-квартира в Осаці і філія в Кобе. В 1919 року відкривається представництво в Токіо. В 1921 року виокремлюється в окремий підрозділ у рамках Sumitomo Limited Partnership Corporation, а в 1923 — в окрему юридичну особу The Sumitomo Warehouse Co., Ltd.
В 1949 року філія компанії відкривається в Йокогамі. В 1950 року Sumitomo Warehouse проходить процедуру лістингу на Токійській і Осакській фондових біржах.
В 1970 року відкрито філію в Нагої. З 1972 році компанія розпочинає міжнародний бізнес з відкриття офісу в Сан-Франциско. В 1974 компанія будує бізнес-центр в Осаці і починає бізнес з лізингу нерухомості. 1982 року в Німеччині заснована компанія Sumitomo Warehouse (Europe) GmbH, яка на 100 % належить Sumitomo Warehouse.
З 1992 року компанія починає міжнародні авіаперевезення вантажів. У 2000-их компанія активно розвиває бізнес в Китаї.

## Галузь
Компанія займається морськими і авіаційними перевезеннями, наданням послуг зі складування вантажів та їх митного оформлення, а також торгівлею і лізингом нерухомості.